# トホシテントウ
トホシテントウ（Diekeana admirabilis）はテントウムシ科の昆虫の1つ。カラスウリなどの葉を食べる。

## 特徴
体長8mm程度のテントウムシ。全体に黄褐色の地に黒い斑紋を持ち、また背面全体に灰褐色の短い毛が密生している。頭部にははっきりした小さな点刻が一面にあり、頭部の前端はやや凹んでいる。複眼は黒い。前胸背の前の縁は一様な弧状になっており、後ろの縁は左右がほぼ斜めの直線状となり、側面の縁は前に向かって狭まる。その背面は頭部と同じように点刻が一面にあり、その中央部には横長の黒い斑点があって、この斑点は大きくて前胸背のほぼ全体を覆い、縁に残る黄褐色の部分は狭い。個体によっては前胸背ほぼ全体が黒くあっているものもある。小楯板は黄褐色。前翅は前胸背より幅が広く、大きく膨らんだ形になっている。左右の前翅の合わさった線上には両側の前翅にまたがった形の2つの黒い斑紋が並び、その外側には縦に1・2・1と並んだ黒斑がある。個体によっては前翅の黒斑が大きくなって互いにくっついている例もある。表面には粗大な点刻がまばらにあり、それらの間には微小な点刻が密に配置する。腹面では後胸、腹部、それに中肢と後肢の腿節に黒い部分がある。これも変異が大きく体の下面のほぼ全体が黒いものまでがある。幼虫は背面全体が棘状突起で覆われる。

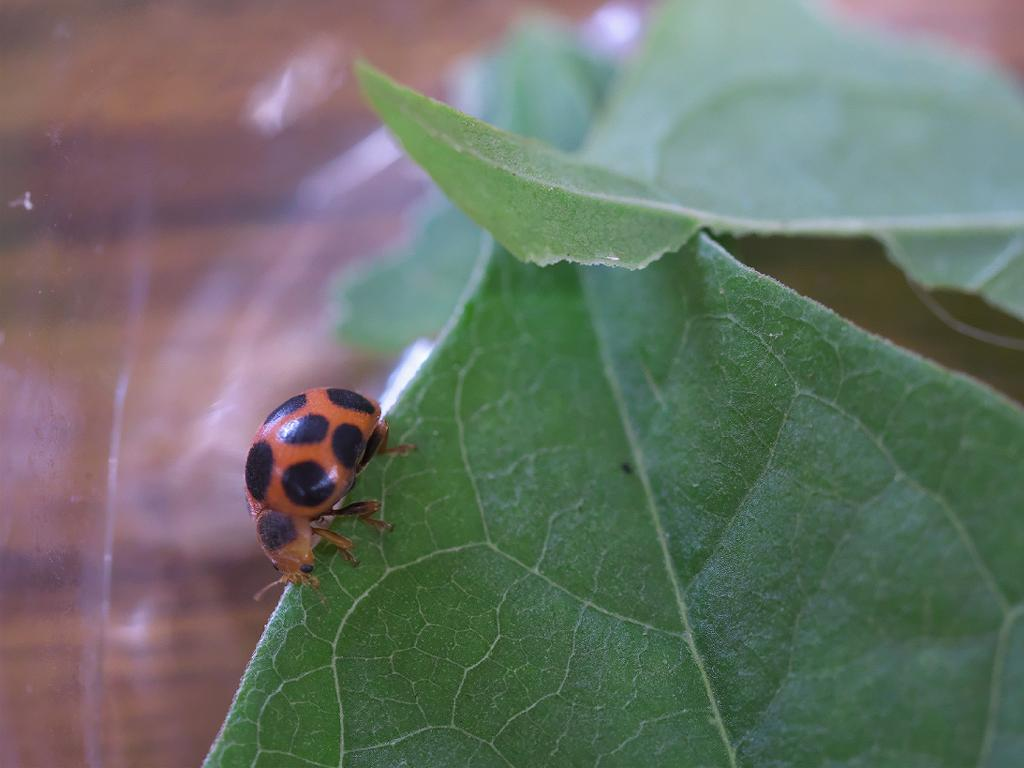
側面より、背面は丸く盛り上がる。
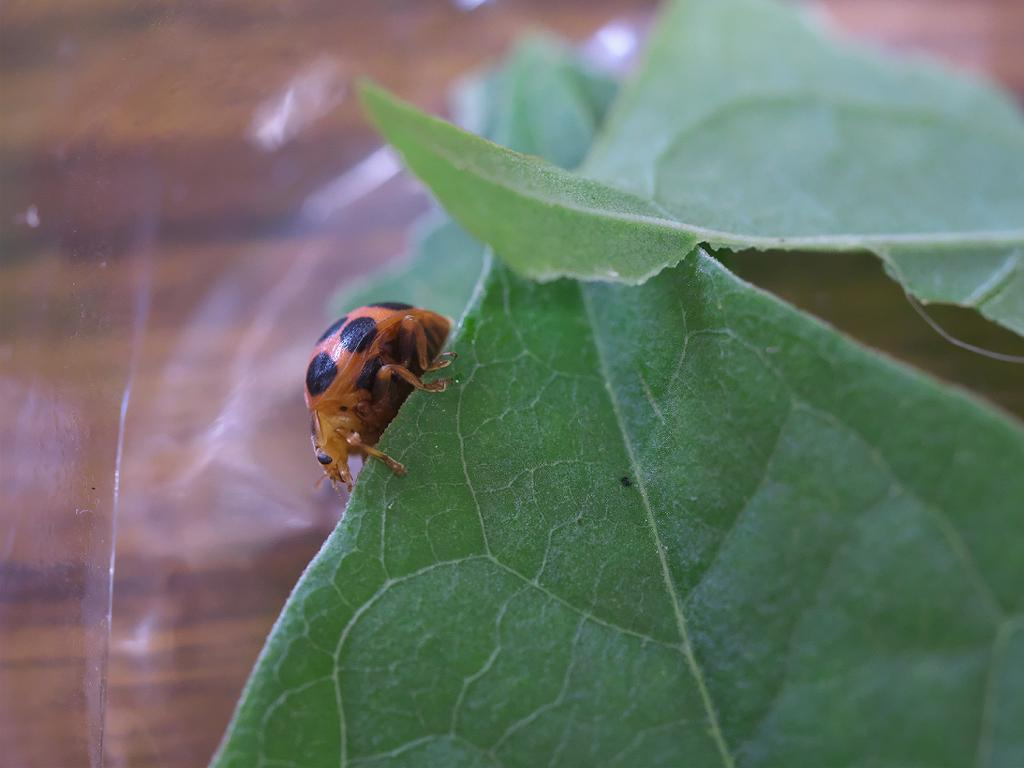
腹面の一部、後胸と腹部が黒い。
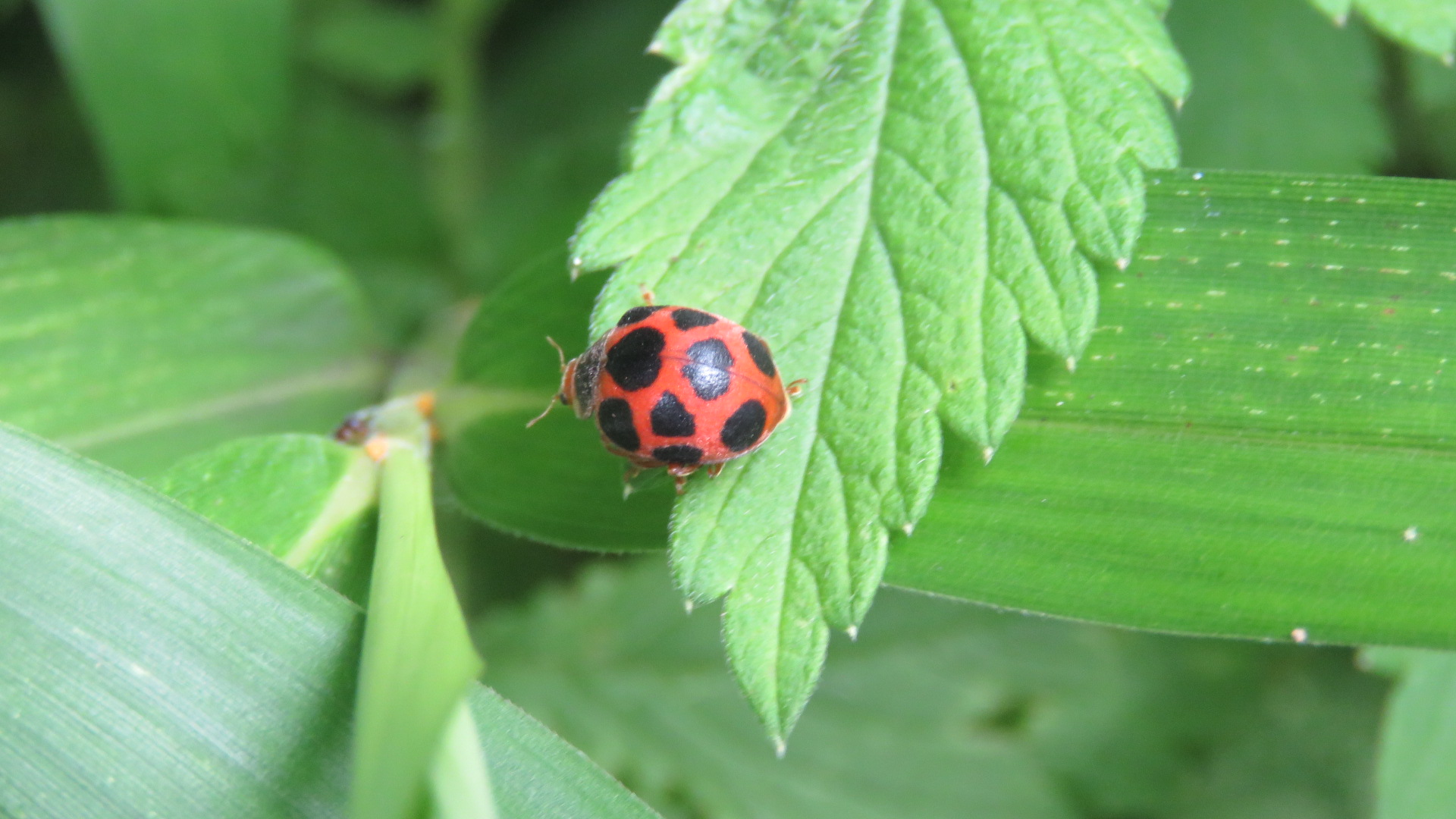
上面より。

## 分布
日本では北海道、本州、四国、九州にわたって見られ、国外では台湾、中国、ビルマに分布がある。

## 生態など
成虫は6月から7月頃に出現し、成虫、幼虫ともにカラスウリの葉を食べる。具体的な種類としてはカラスウリ、キカラスウリの他に同じウリ科のアマチャヅル、ミヤマニガウリも食べることが知られている。
なお、宿主植物とはならないもののキュウリやカボチャが食害を受けることもある。キュウリの上では産卵や幼虫の食害も観察されたが、成虫には至らないようで、また実験下で与えた場合はこれを受け入れないという結果も報告されているが、他方でカボチャを餌として成虫にまで生育した実験も報告されているので、これらが宿主植物として利用される可能性はないとは言えないものの現実的にはそれらの害虫とされてはいない。
本種が宿主植物の葉を食べる場合、まず葉に丸い切れ目を入れた後、その内側を食べるトレンチ行動といわれる行動を取り、これはウリ科植物の持つ摂食阻害物質に対する適応行動とされている。摂食阻害に関しては具体的に言うとカボチャなどで知られており、それを喰うものの攻撃を受けた場合に苦みのあるククルビタシンという物質を数十分以内に加害を受けた部位に集中させる、あるいは強い粘性のある物質を集めることで加害者の咀嚼を阻害する、といった仕組みである、とされる。ただし本種がアマチャヅルを摂食する際にはこの行動を取らず、対象によって行動を変えている可能性がある。
この他、成虫がエノキワタアブラムシの分泌蜜を摂取することがあることも報告されている。同様な事例はオオニジュウヤホシテントウでも知られているので本種のみの特殊行動というものではない。竹内、田村(1994)はこれについて本来の食草が枯渇した場合の緊急避難的な行動だろうと見ている。
生活史としては年1化性で、幼虫で越冬し、翌年の春に羽化した成虫が夏に産卵する。ちなみにテントウムシ科では成虫での越冬が普通で幼虫越冬は例外的である。なお、成虫が再越冬する例や幼虫が年内に羽化する例などもあることが知られている。
本種は上記のように春に羽化した成虫が夏に産卵し、幼虫で越冬するのが原則だが、成虫が産卵を始める前に一時的に摂食量が減少、個体によっては摂食を停止する期間があるらしいとの報告がある。神奈川県厚木での研究では6月頃に成虫の摂食量が明らかに減少し、その後回復すること、回復には日長条件が影響し、同時にそれは卵巣の発育を促進し、産卵に至らせることが示されている。これは生活史の安定に寄与するとも考えられる。
産卵は往々に宿主植物の巻きひげで行われ、特にキカラスウリではほとんどが巻きひげに産卵されたが、アマチャヅルではそうでもなく、植物体やその周囲の枯れ草などにも行われるという。

## 分類など
本種は長らくマダラテントウ属に含められ、学名は Epilachna admirabilis とされていた。この属にはニジュウヤホシテントウなども含まれており、草食性で野菜の害虫を含むものとして知られ、その中で本種はほとんど野草のみを食うために害虫にならないものとして知られてきた。しかしこの属を含む群の分類が再検討され、本種は新たに建てられた属である Diekeana に含められ、その学名は Diekeana admirabilis とされている。この属にはこの属が記載された時点で南アジアから東南アジアにかけて8種が知られるが、日本には本種のみが分布する。

## 利害
本種は植食性であり、対象がウリ科であることから野菜への被害が考えられるが、上記のようにあるとしてもごく例外的なものであり、現実的には害虫と考えられていない。梅谷、岡田(2003)にも取り上げられていない。
他方で本来の宿主植物であるカラスウリ類も特に有害な野草ではなく、その面でも利害は発生しがたい。